# Nagroda Sonninga
Nagroda Sonninga (duń. Sonningprisen) – duńska nagroda przyznawana za znaczący wkład w kulturę europejską. Komisja kierowana przez rektora Uniwersytetu Kopenhaskiego wybiera spośród kandydatów zaproponowanych przez uniwersytety europejskie. Nagroda wynosi 1 milion duńskich koron. Ceremonia odbywa się 19 kwietnia na Uniwersytecie Kopenhaskim. Nagroda została ustanowiona przez duńskiego pisarza i wydawcę Carla Johanna Sonninga (1879–1937). Pierwsze rozdanie miało miejsce w 1950 i odtąd jest wręczana systematyczne co dwa lata.

## Laureaci Nagrody Sonninga
| Rok  | Nagrodzony                               | Dziedzina                                                     | Narodowość      |
| ---- | ---------------------------------------- | ------------------------------------------------------------- | --------------- |
| 2023 | Marina Abramović                         | performance                                                   | Serbia          |
| 2021 | Swiatłana Aleksijewicz                   | pisarka i dysydentka                                          | Białoruś        |
| 2018 | Lars von Trier                           | film                                                          | Dania           |
| 2014 | Michael Haneke                           | film                                                          | Austria         |
| 2012 | Orhan Pamuk                              | pisarz                                                        | Turcja          |
| 2010 | Hans Magnus Enzensberger                 | pisarz                                                        | Niemcy          |
| 2008 | Renzo Piano                              | architektura                                                  | Włochy          |
| 2006 | Ágnes Heller                             | filozofia                                                     | Węgry           |
| 2004 | Mona Hatoum                              | sztuki kreatywne                                              | Wielka Brytania |
| 2002 | Mary Robinson                            | Wysoki komisarz Narodów Zjednoczonych do spraw praw człowieka | Irlandia        |
| 2000 | Eugenio Barba                            | teatr                                                         | Włochy          |
| 1998 | Jørn Utzon                               | architektura                                                  | Dania           |
| 1996 | Günter Grass                             | pisarz                                                        | Niemcy          |
| 1994 | Krzysztof Kieślowski                     | film                                                          | Polska          |
| 1991 | Václav Havel                             | pisarz i polityk                                              | Czechy          |
| 1989 | Ingmar Bergman                           | teatr i film                                                  | Szwecja         |
| 1987 | Jürgen Habermas                          | filozofia                                                     | Niemcy          |
| 1985 | William Heinesen                         | pisarz                                                        | Wyspy Owcze     |
| 1983 | Simone de Beauvoir                       | pisarz                                                        | Francja         |
| 1981 | Dario Fo                                 | teatr                                                         | Włochy          |
| 1979 | Hermann Gmeiner                          | założyciel Stowarzyszenie SOS Wioski Dziecięce                | Austria         |
| 1977 | Arne Næss                                | filozofia                                                     | Norwegia        |
| 1975 | Hannah Arendt                            | politologia                                                   | Niemcy          |
| 1973 | Karl Popper                              | filozofia                                                     | Austria         |
| 1971 | Danilo Dolci                             | pracownik socjalny                                            | Włochy          |
| 1970 | Max Tau                                  | pisarz                                                        | Niemcy          |
| 1969 | Halldór Laxness                          | pisarz                                                        | Islandia        |
| 1968 | Arthur Koestler                          | pisarz                                                        | Wielka Brytania |
| 1967 | Willem Visser ’t Hooft                   | teolog                                                        | Holandia        |
| 1966 | Laurence Olivier                         | aktor                                                         | Wielka Brytania |
| 1965 | Richard Nikolaus Graf Coudenhove-Kalergi | pisarz i polityk                                              | Austria         |
| 1964 | Dominique Pire                           | teologia                                                      | Belgia          |
| 1963 | Karl Barth                               | teologia                                                      | Szwajcaria      |
| 1962 | Alvar Aalto                              | architektura                                                  | Finlandia       |
| 1961 | Niels Bohr                               | fizyka                                                        | Dania           |
| 1960 | Bertrand Russell                         | filozofia                                                     | Wielka Brytania |
| 1959 | Albert Schweitzer                        | filozofia                                                     | Niemcy          |
| 1950 | Sir Winston Churchill                    | pisarz i polityk                                              | Wielka Brytania |